# Академический капитал
В социологии академический капитал (англ. Academic capital) —  это потенциал образования и другого академического опыта человека, который можно использовать для завоевания места в обществе. Как и другие формы капитала (социального, экономического, культурного), академический капитал не зависит от одного единственного фактора — измеренной продолжительности обучения, — а вместо этого состоит из множества различных факторов.

## История
Академический капитал зародился в 1979 году, когда Пьер Бурдье (1930–2002), известный французский социолог, использовал этот термин в своей книге «Различие: социальная критика суждения вкуса» (переведенной на английский язык в 1984 году). В книге делается попытка показать, что люди определяются не социальным классом, а своим «социальным пространством», которое зависит от каждого типа капитала, которым обладает человек. Он объяснил:
«Академический капитал фактически является гарантированным продуктом совокупного воздействия культурной передачи семьей и культуры школы (эффективность которой зависит от количества культурного капитала, непосредственно унаследованного от семьи)» (23).
Хотя Бурдье подробно обсуждал социальный капитал, экономический капитал и культурный капитал, он не исследовал академический капитал столь же подробно. В его эссе 1986 года «Формы капитала» академический капитал не упоминается как один из основных типов капитала, влияющий на успех людей; поэтому он не считает академический капитал таким же важным, как другие виды.
С тех пор, как Бурдье впервые придумал этот термин, он широко использовался – во Франции, США, Австралии и Швеции – для обсуждения многих последствий, связанных со школьным обучением и ростом числа людей в академических кругах. Было проведено множество исследований, посвященных идее академического капитала, и ученые разошлись во мнениях относительно того, что считать академическим капиталом.

## Измерение
Хотя не существует единого способа измерения академического капитала, исследователи во всем мире проводят исследования, позволяющие количественно оценить академический капитал человека. Некоторые из способов, с помощью которых исследователи пытались измерить академический капитал, заключаются в следующем:
- Годы обучения[3]
- Количество публикаций[3]
- Опыт преподавания[3]
- Сила профессиональной сети человека[3]
- Количество академических обменов (например, стипендий Фулбрайта)[4]
- Исследовательский опыт